# Bufotettix auchenacophoroides
Bufotettix auchenacophoroides är en insektsart som beskrevs av Nickle 2006. Bufotettix auchenacophoroides ingår i släktet Bufotettix och familjen vårtbitare. Inga underarter finns listade i Catalogue of Life.